# Linda Bollea
Linda Bollea (narozena jako Linda Claridge 24. srpna, 1959) také známá pod pseudonymem Linda Hogan, je žena profesionálního wrestlera Hulka Hogana. Nejvíce proslula v americké televizní reality show Hogan má pravdu.
S Hulkem Hoganem se Linda poznala v restauraci v Los Angeles. Na dlouhé dva roky měl tento pár vztah na dálku, často se vídali jen pomocí telefonu. Vzali se v roce 1983 za přítomnosti André the Gianta, Vince Mcmahona a dalších osobností z wrestlingu. 24 let trvající manželství Lindy a Hulka bylo v roce 2007 rozvedeno, přesto zůstali nadále přáteli. Mají dvě děti, Brooke (1988) a Nicka (1990).
V roce 1995, Linda spolupracovala na Hulkově albu Hulk Rules, kde nazpívávala vokály společně s The Wrestling Boot Band.